# إيفاندورو دا سيلفا
إيفاندورو دا سيلفا هو لاعب كرة قدم برازيلي في مركز الهجوم، ولد في 14 يناير 1997 في Messias, Alagoas ‏ في البرازيل. لعب مع نادي كوريتيبا.

## وصلات خارجية
- إيفاندورو دا سيلفا على موقع الاتحاد الأوربي (الإنجليزية)
- إيفاندورو دا سيلفا على موقع قاعدة بيانات كرة القدم.إي يو (الإنجليزية)
- إيفاندورو دا سيلفا على موقع Soccerway.com (الإنجليزية)